# تومبا (مدينة)

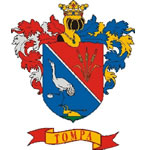
شعار مدينة تومبا المجرية

تومبا (Tomoa) هي مدينة في مقاطعة باتش-كيشكون في المجر.